# جوزيف برونيه
جوزيف برونيه هو سياسي كندي، ولد في 26 نوفمبر 1834 في لافال في كندا، وتوفي في 17 أبريل 1904 في مونتريال في كندا. حزبياً، نشط في الحزب الليبرالي الكندي وحزب كيبيك الليبرالي. وقد انتخب عضو الجمعية الوطنية في كيبك ‏ وانتخب عضو مجلس العموم الكندي.